# Kermanszah (ostan)
Kermanszah (pers. ‏استان کرمانشاه‎, dawniej Bachtaran, sorani ‏پارێزگای کرماشان‎) – ostan w zachodnim Iranie przy granicy z Irakiem, w irańskiej części Kurdystanu. Stolicą jest Kermanszah.
- powierzchnia: 25 009,3 km²
- ludność: 1 945 227 (spis 2011)

Klimat tego ostanu to podzwrotnikowy kontynentalny, suchy. Największymi rzekami Kermanszahu są Ghare Su (Qareh Su), dopływ Eufratu , oraz Rūdkhāneh-ye Rāvand. Naturalną szatę roślinną w tym ostanie tworzą różne zbiorowiska górskich stepów, a w wyższych partiach gór suche lasy oraz zarośla. Podstawę gospodarki stanowi rolnictwo, które jest częściowo oparte na sztucznym nawadnianiu. W tym regionie rozwinął się przemysł włókienniczy, chemiczny oraz spożywczy.